# Falcon Beach
Falcon Beach è una serie televisiva canadese filmata a Winnipeg Beach, nei pressi del lago Winnipeg, Manitoba, Canada. Nata originariamente come un film per la televisione trasmesso, nel 2005, in Canada dal canale televisivo Global Television Network. Nel 2006, in collaborazione con il canale ABC Family, la Global ne trasse una serie televisiva. La serie è ambientata nell'immaginaria cittadina di Falcon Beach, Manitoba (New England per i telespettatori statunitensi).
In Italia il film introduttivo è stato trasmesso diviso in due parti da 42 min insieme ai 26 episodi regolari della serie con il titolo "Un'estate di fuoco" a partire da gennaio 2008 sul canale della pay TV Mya e dal 26 maggio 2008 su Italia 1.
In seguito all'ottimo debutto, la serie ha subito un calo di ascolti che ha creato disagi nella trasmissione degli episodi. Nonostante i bassi ascolti, Global rinnovò la serie televisiva per una seconda stagione di tredici episodi.
Il 20 aprile 2007 la Global TV annunciò ufficialmente la cancellazione della serie in seguito al rifiuto della ABC Family di rinnovare la serie per l'estate 2008.
In seguito alla cancellazione dello show, nel 2007 i fan hanno cercato, invano, di salvare la serie. Tutti i fan, l'intero cast e alcune band musicale parteciparono comunque ad un evento che si è tenuto il 12 luglio 2008 nella location delle riprese: Winnipeg Beach, Manitoba, Canada.
Falcon Beach è l'unica serie televisiva canadese ad aver prodotto due versioni di ogni episodio: la prima con riferimenti geografici e terminologia strettamente canadesi, la seconda invece con terminologia statunitense.

## Cast

### Personaggi principali
- Jennifer Kydd è Paige Bradshaw una ragazza carina e ricca, figlia di Trevor e Ginny Bradshaw. Frequenta l'Harvard Business School. A volte agisce come se non le importasse nulla degli altri. È innamorata di Jason.
- Steve Byers è Jason Tanner, un ragazzo di umili origini che vive a Falcon Beach con sua madre. Possiede un porticciolo. I suoi amici d'infanzia sono Tanya Shedden e Danny Ellis. Nella prima stagione, pratica wakeboard a livello professione;
- Devon Weigel è Tanya Shedden una top model al verde che torna nella sua città natale, Falcon Beach, poiché stufa del mondo che gira intorno alle modelle. Nella prima stagione ha problemi con la droga (cocaina, ecc.) e la sua relazione con Lane Bradshaw non le è di certo d'aiuto.
- Ephraim Ellis è Danny Ellis, il "bravo ragazzo" della serie. La sua famiglia possiede una sala giochi a Falcon Beach. Ha molti fratelli. I suoi genitori sono poveri poiché hanno molti figli. Ha una cotta per Erin.
- Melissa Elias è Erin Haddad una bagnina della spiaggia di Falcon Beach. Ha una relazione con Danny.
- Morgan Kelly è Lane Bradshaw, il "bad boy" della situazione. Lavora per suo padre, Trevor Bradshaw. Ha una relazione con Tanya. Finisce nei guai dopo aver dato della droga al figlio del sindaco. Nell'episodio pilota della serie il personaggio è stato interpretato da Eric Johnson.

### Personaggi secondari
- Allison Hossack è Ginny Bradshaw, madre di Paige e Lane e moglie di Trevor Bradshaw. Si sente una casalinga trascurata e così chiede il divorzio da Trevor.
- Ted Whittall è Trevor Bradshaw, uno scaltro e precedentemente ricco e importante uomo d'affari che ha cominciato dal nulla. Era il Presidente e CEO del Bradshaws Group fino a quando non viene messo da parte dal consiglio d'amministrazione a causa di un suo investimento azzardato. È il marito di Ginny Bradshaw e padre di Paige e Lane.
- Peter Mooney è il dottor Adrian Keeper
- Lynda Boyd è Darlene Shedden
- Jill Teed è Peggy Tanner
- Jeananne Goossen è Courtney True
- Stephen Eric McIntyre è Mook
- Matt Hillhouse è Rick
- Stephen Lobo è Nathan

## Film pilota
Il film pilota della serie si intitola Falcon Beach ed è andato in onda in Canada il 29 gennaio 2005; in Italia è invece stato trasmesso con il titolo Un'estate di fuoco e diviso in due parti il 26 e il 27 maggio 2008 sul canale Italia 1 presentandolo come primo doppio episodio della serie.

## Episodi
| Stagione         | Episodi | Prima TV originale | Prima TV Italia |
| ---------------- | ------- | ------------------ | --------------- |
| Prima stagione   | 13      | 2006               | 2008            |
| Seconda stagione | 13      | 2007               | 2008            |